# Friedrich Wilhelm Krummacher
Friedrich Wilhelm Krummacher, född 28 januari 1796 i Moers, död den 10 december 1868 i Potsdam, var en reformert predikant, son till Friedrich Adolf Krummacher. 
Krummacher blev 1847 präst vid Trefaldighetskyrkan i Berlin och 1853 hovpredikant i Potsdam. Krummacher var avgjord fiende till rationalismen, men en ivrig vän till den evangeliska alliansen, det senare i motsats till sin farbror Gottfried Daniel Krummacher. Bland Krummachers av originalitet och fantasi präglade många arbeten (predikningar och andra religiösa skrifter, av vilka många finns i svensk översättning) kan här nämnas endast Elias der Thisbiter (1828, 6:e upplagan 1875; "Elias den thisbiten", 1851-52, 2:a upplagan 1877) och Elisa (1837-41; "Elisa, Saphats son", 1853-55; 2:a upplagan 1882).